# Michel Duplaix
Pour les articles homonymes, voir Dupleix.
Michel Duplaix (parfois Dupleix) est un acteur et un sculpteur français, né le 1er décembre 1932 à Paris.

## Biographie
Acteur de second rôle, très apprécié dans les années 1960-70, son physique éclectique (avec port de lunettes toujours du même style) lui a permis de jouer aussi bien des truands que des policiers ou des fonctionnaires notamment dans Des pissenlits par la racine, Fantomas, Max et les Ferrailleurs...
Depuis des années, il est devenu sculpteur et a une production importante ; il expose chaque année au Grand Palais, à Paris, médaille de bronze, médaille d'argent, « prix Michel Dimon » des Artistes français et prix de la sculpture Crédit lyonnais du salon de Châtillon.
Diplôme d'Honneur du 40e Salon de Bourges-Meillant.

## Filmographie

### Cinéma
- 1961 : La Peau et les Os de Jean-Paul Sassy
- 1962 : Le Dernier Quart d'heure de Roger Saltel
- 1962 : L'Œil du Monocle de Georges Lautner
- 1962 : Le Temps des copains
- 1963 : Les Aventures de Salavin de Pierre Granier-Deferre* 1963 : Les Aventures de Salavin de Pierre Granier-Deferre
- 1963 : Une ravissante idiote d'Édouard Molinaro : James W.C Tapple
- 1963 : Les Tontons flingueurs de Georges Lautner - doublage de Charles Régnier[2]
- 1963 : Le Monocle rit jaune de Georges Lautner : Un assistant du colonel
- 1964 : Les Barbouzes de Georges Lautner : Le barbouze avec Fiduc
- 1964 : La Grande Frousse ou La Cité de l'indicible peur  de Jean-Pierre Mocky : Le contrôleur bègue
- 1964 : Fantomas d'André Hunebelle : Un inspecteur
- 1964 : Des pissenlits par la racine de Georges Lautner : Un accessoiriste dans l'ascenseur
- 1964 : Enfer d'Henri-Georges Clouzot - Film resté inachevé -
- 1965 : Fantomas se déchaîne d'André Hunebelle et Jacques Besnard : Un inspecteur
- 1965 : La Métamorphose des cloportes de Pierre Granier-Deferre : Un maître d'hôtel
- 1965 : Quand passent les faisans d'Édouard Molinaro
- 1966 : La Bourse et la Vie de Jean-Pierre Mocky : L'homme au ticket de quai
- 1966 : Carré de dames pour un as de Jacques Poitrenaud : Le directeur des services secrets
- 1966 : Un homme de trop de Constantin Costa Gavras : Le mouchard
- 1967 : Le Pacha de Georges Lautner : Un inspecteur de la P.J
- 1968 : Delphine d'Éric Le Hung
- 1969 : Camarades de Marin Karmitz
- 1969 : Les Choses de la vie de Claude Sautet
- 1969 : Du blé en liasses d'Alain Brunet
- 1969 : Hibernatus d'Édouard Molinaro et Pierre Cosson : Un invité à lunettes
- 1970 : Compte à rebours de Roger Pigaut - Rôle coupé au montage
- 1970 : La Fin des Pyrénées de Jean-Pierre Lajournade
- 1970 : Les Novices de Guy Casaril : Le vendeur d'autos
- 1970 : Max et les Ferrailleurs de Claude Sautet : un inspecteur.
- 1970 : Chambres de bonne de Jean-Pierre Moulin - court métrage
- 1972 : Elle cause plus... elle flingue de Michel Audiard
- 1972 : Le Silencieux de Claude Pinoteau : Un analyste de la DST
- 1972 : Le Gang des otages d'Édouard Molinaro : Un inspecteur
- 1972 : Un homme libre de Roberto Muller
- 1972 : Le Solitaire d'Alain Brunet
- 1972 : Le monde était plein de couleurs d'Alain Périsson : Le directeur de l'Épée d'Eraste
- 1973 : Le Train de Pierre Granier-Deferre : Le chef de gare
- 1973 : La Bonne Année de Claude Lelouch - Rôle coupé au montage
- 1973 : Les Aventures de Rabbi Jacob de Gérard Oury : Directeur de l'aéroport d'Orly[3]
- 1973 : Les Quatre Charlots mousquetaires d'André Hunebelle
- 1973 : Piaf de Guy Casaril
- 1974 : Sérieux comme le plaisir de Robert Benayoun
- 1976 : Le Cœur froid d'Henri Helman : Le gardien
- 1977 : L'Imprécateur de Jean-Louis Bertuccelli
- 1977 : Violette Nozière de Claude Chabrol
- 1977 : Le Paradis des riches de Paul Barge
- 1980 : Les Charlots contre Dracula de Jean-Pierre Desagnat : Le commissaire
- 1980 : Bobo la tête de Gilles Katz
- 1984 : Venus de Peter Hollison : Patrick Win
- 1985 : Drôle de samedi de Tunç Okan : Le procureur
- 2007 : L'Histoire de Richard O. de Damien Odoul

### Télévision
- 1961 : En votre âme et conscience, épisode : L'Affaire Courtois de  Jean-Pierre Marchand : Le procureur du roi
- 1961 : Egmont (Téléfilm)
- 1961 : L'histoire dépasse la fiction (Série TV)
- 1962 : Rêve d'amour (Téléfilm) : Adolphe Nourrit
- 1962 : Font-aux-Cabres (Téléfilm) : Cimbano
- 1963 : Un cas intéressant (Téléfilm) : L'infirmier chef
- 1964 : Bayard (Série TV)
- 1964 : Foncouverte (Série TV) : Janvier, le gynécologue
- 1964 : Thierry la Fronde (Série TV) : Le villageois
- 1965 : Marie Curie - Une certaine jeune fille (Téléfilm)
- 1965 : Seule à Paris (Série TV)
- 1966 : Rouletabille (Série TV) : Le premier douanier
- 1967 : La Bonne peinture : le critique d'art Durecoi
- 1967 : Par quatre chemins (Série TV)
- 1967 : Allô Police (Série TV) : Joigneau
- 1968 : Gorri le diable (Série TV) : Mayollet
- 1968 : Les Enquêtes du commissaire Maigret (Série TV) : Le docteur chez Le Pommaret
- 1969 : Café du square (Série TV) : Bartier
- 1970 : Les six jours (Téléfilm) : Le chirurgien
- 1971 : La visite de la vieille dame (Téléfilm) : Helmesberger
- 1971 : Le voyageur des siècles (Série TV) : Le charlatan
- 1971 : Ubu enchaîné (Téléfilm)
- 1971 : Un mystère par jour (Série TV) : L'inspecteur
- 1972 : Le Père Goriot (Téléfilm) : Un valet
- 1973 : Joseph Balsamo (Série TV)
- 1973 : Marie Dorval (Série TV) : Le régisseur de la Comédie-Française
- 1973 : Le double assassinat de la rue Morgue (Téléfilm) : le valet chanteur
- 1973 : Ton amour et ma jeunesse (Série TV) : L'huissier
- 1973 : La vie rêvée de Vincent Scotto (Téléfilm) : Rodor
- 1974 : Les Fargeot (Série TV) : Le chef du service après-vente
- 1974 : Faites entrer M. Ariman (Téléfilm) : Kirby
- 1974 : Léo Burckart et les étudiants (Téléfilm) : L'officier
- 1975 : Le Péril bleu (Téléfilm) : Le général
- 1975 : Erreurs judiciaires (Série TV) : Le garagiste
- 1975 : La prote du large (Téléfilm) : Un journaliste TV
- 1976 : Commissaire Moulin (Série TV) : Le gendarme Voiron
- 1976 : Le Cousin Pons (Téléfilm) : Le juge de paix
- 1976 : Le rendez-vous de Vincennes (Téléfilm) : Alain
- 1976 : Contrefaçons (Téléfilm) : Brig. Capdeville
- 1976 : Le Château des Carpathes (Téléfilm) : Le magister Hermod
- 1977 : Les samedis de l'histoire (Téléfilm)
- 1977 : Les impressions d'Afrique (Téléfilm) : Luxo
- 1977 : Milady (Téléfilm) : Le juge
- 1978 : Jean-Christophe (Téléfilm) : Le journaliste de l'Indépendant
- 1979 : Pourquoi Patricia ? (Téléfilm) : Le géologue
- 1979 : Cinéma 16 (Série TV) : Le patron du café
- 1980 : Comme chien et chat (Téléfilm) : Le vétérinaire
- 1980 : Les Dossiers de l'écran (Série TV) : Claude
- 1980 : Les dossiers écarlates (Série TV) : Le gardien
- 1980 : Légitime défense (Téléfilm)
- 1980 : La mort en sautoir (Téléfilm) : Inspecteur Lansac
- 1980 : Le Surmâle (Téléfilm) : William Elson
- 1980 : Arsène Lupin joue et perd (Série TV) : Le docteur
- 1980 : Docteur Teyran (Série TV) : Le greffier
- 1981 : Ubu cocu ou l'archéoptéryx (Téléfilm) : Un vidangeur
- 1982 : On sort ce soir (Téléfilm) : Le patron du navire
- 1985 : Le roi clos (Téléfilm) : L'évêque d'Arles
- 1985 : Julien Fontanes, magistrat (Série TV) : Jacques Liguine
- 1985 : Jouez hautbois, résonnez musettes (Téléfilm)
- 1987 : La vengeance d'une orpheline russe (Série TV) : Guillaume / Feodor
- 1987 : Les mémés sanglantes (Téléfilm) : Le capitaine
- 1989 : La comtesse de Charny (Série TV) : Monsieur de Longpré
- 1991 : Les Z'invincibles (Série TV) : The landlord
- 2020 : Groland Le Zapoï (Série TV) : Rocky Balboa
- 2022 : Les aventures d'Aytl Jensen. Saison 2 de Aytl Jensen : Oncle Duplaix (3 épisodes)

## Théâtre
- 1955 : La Guerre dans le Néguev (Ygal Mossinson). Mise en scène : Jacques Chavert, Théâtre des Capucines.
- 1956 : Abel et Caïn (Mystère du Moyen Âge). Mise en scène : René Clermont, Compagnie Les Théophiliens de la Sorbonne. Festival de Naples.
- 1957 : L'Autre île' (Jean de Lavarende). Mise en scène : Jean Serry(de l'Opéra). Festival de Chartres.
- 1958 : La Vie et la mort du roi Jean (William Shakespeare, adaptation Jean Cosmos), Théâtre de la Guilde TEP Paris. Compagnie Guy Rétoré.
- 1959 : Le Médecin malgré lui et La Jalousie du Barbouillé (Molière)
- 1959 : La Savetière prodigieuse (Federico Garcia Lorca). Mise en scène collective. Théâtre de Cap-d'Ail (Théâtre de plein air Jean Cocteau)
- 1960 : L'Arbre (Jean Dutourd). Compagnie André Reybaz, Théâtre de Caen.
- 1960 : Chérie noire (François Campeaux). Mise en scène : Jacques Charron. Tournée en Métropole et en Afrique du Nord.
- 1961 : La Petite Catherine de Heilbronn (Heinrich von Kleist). Mise en scène : Bernard Jenny. Théâtre de Lutèce.
- 1961 : Cristobal de Lugo (Loys Masson). Mise en scène : Bernard Jenny. Théâtre du Vieux Colombier.
- 1962 : Le Grain sous la neige (Daniel Guérin et Ignacio Silone). Mise en scène : Maurice Jacquemont. Compagnie Comédiens des Champs-Élysées. Théâtre de l'Alliance Française.
- 1962 : Antigone (Jean Anouilh). Mise en scène : Jean Danet. Compagnie Les Tréteaux de France.
- 1963 : Othello (William.Shakespeare). Compagnie André Charpak. Festival des Nuits de Bourgogne.
- 1964 : Richard III de Shakespeare, mise en scène Jean Anouilh et Roland Piétri, Théâtre Montparnasse
- 1965 : La Chamade. Direction et mise en scène : André Baugé de l'Opéra. Festival de l'Aigle.
- 1966 : Madame Saint Gêne (Victorien Sardou). Mise en scène : Jacques Charron. Théâtre de l'Ambigu.
- 1967 : La Visite de la vieille dame (Dürenmatt). Mise en scène : Alberto Cavalcanti. Théâtre d'Enghien (diffusion O.R.T.F.)
- 1968 : Aux quatre coins (Jean Marsan). Mise en scène : Jacques Ruisseau. Nice, Théâtre de la Méditerranée
- 1969 : Bienheureux les violents de Diego Fabbri, mise en scène Raymond Gérôme, Théâtre Hébertot
- 1971 : Hommes (John Herbert). Mise en scène : Alain Brunet. Théâtre du Plateau.
- 1972 : Un Coin dans le sens de la marche (Charles Charras). Mise en scène : Jean Turpin. Représentations en stations alpines de sports d'hiver.
- 1975 : Franck Einstein à Paris (Michel Putterflam). Mise en scène : Jacques Seiler. P'tit Théâtre du Passage Montparnasse
- 1982 : Antigone (Jean Anouilh). Mise en scène Nicole Anouilh Compagnie Jean Davy. Tournée des Alliances Françaises Djibouti, Rwanda, Kenya, Madagascar, Île Maurice, Île de la Réunion, les Seychelles.
- 1985 : Lucrèce Borgia (Victor Hugo). Mise en scène : Jean Davy, Compagnie Jean Davy. Seconde tournée des Alliances Françaises.
- 1985 : La Guerre des asperges de Pierre Louki (mise en scène au théâtre de Neuilly)

## Expositions (sculptures et peintures)
- 1999 : Salon des Indépendants.
- 1999 : Salon des Artistes Français.
- 2000 : Salon des Artistes Français.
- 2000 : Salon des Indépendants.
- 2001 : Salon des Artistes Français.
- 2001 : Salon des Indépendants.
- 2002 : Salon des Indépendants.
- 2002 : Salon des Artistes Français.
- 2003 : Galerie Thuillier Paris.
- 2003 : Salon des Artistes Français.
- 2004 : Exposition collective Château de Cons-la-Grandville.
- 2004 : Biennale de Sainte-Alauzie Castelmontratier (près Cahors)
- 2004 : Mairie du XIVe Paris.
- 2005 : Mairie du XIVe Paris.
- 2005 : Salon des Arts Plastiques de Nemours.
- 2005 : Exposition à la médiathèque de Montcuq-en-Quercy blanc.
- 2005 : Salon de Moissac.
- 2006 : Salon Espace culturel de Rignac.
- 2006 : Biennale de Sainte-Alauzie.
- 2006 : Art en Capital, Grand Palais, Paris.
- 2007 : Salon de Margency.
- 2007 : Exposition personnelle à l'Hôtel de Ville de Montcuq-en-Quercy blanc.
- 2007 : Mairie du XIVe.Paris.
- 2007 : Art en Capital. Grand Palais, Paris.
- 2008 : Biennale de Sainte-Alauzie.
- 2009 : Art en Capital. Grand Palais, Paris.
- 2010 : Biennale de Sainte-Alauzie.
- 2010 : Salon ADAC de Châtillon.
- 2010 : Art en Capital. Grand Palais, Paris.
- 2011 : Evasion des Arts Contemporains . Auxois (Dijon.)
- 2011 : Salon d'Étampes.
- 2011 : Salon de Châtillon.
- 2011 : Art en Capital. Grand Palais, Paris.
- 2012 : Exposition dans la Tour (XIIe siècle) de Montcuq-en-Quercy blanc.
- 2012 : Salon d'Étampes.
- 2012 : Salon de Châtillon.
- 2013 : Galerie Roccaro. Montcuq-en-Quercy blanc.
- 2013 : 40e salon du Val d'Or (Berry.Meillant.)
- 2014 : Exposition à la Galerie du Lion d'Or à Montcuq_en-Quercy blanc
- 2014 : Exposition à la Factory 19 de Montcuq-en-Quercy blanc.
- 2014 : Invité d'honneur au 50e salon de Châtillon.
- 2015 : Salon de Châtillon (à la Folie Desmarres. Peinture)
- 2015 : Factory 19 Montcuq.Exposition internationale Art Marginal Peinture.
- 2015 : Galerie du Carré d'Art. Cahors.
- 2015 : Biennale de sculpture de Montauban-Carreyrat.
- 2015 : Exposition au château de Saint Félix de Lauragais.
- 2015 : Maison des Enfants de Châtillon.
- 2015 : Art en Capital. Grand Palais. Paris.
- 2016 : Salon de peinture de Montauban-Carreyrat.
- 2016 : Artitude 46 .Villeseque (Cahors)
- 2016 : Biennale de Sainte-Alauzie
- 2016 : Salon de Châtillon (Hauts-de-Seine).
- 2017 : Art en Capital Grand Palais, Paris
- 2017 : Artitude 46. Villeseque.
- 2017 : Salon de Châtillon (Hauts-de-Seine).
- 2018 : De mi-mars à novembre exposition personnelle au Jardin des Plantes de Rouen.
- 2018 : Biennale de Sainte-Alauzie.
- 2018 : Salon de Châtillon (Hauts-de-Seine).
- 2020 : Art Capital 2020 - Nef du Grand Palais (février 2020)
- 2020 : Biennale de Châtillon (octobre 2020)

## Publications
- De 2012 à 2018 : Sept nouvelles dans des ouvrages annuels collectifs . Edition La Maison Bleue , Edimark
- 2016 : Mémoires de rêves. Papiers de vers. Edition Jean Brito (Saint Coulomb 35350)
- 2019 : À fleur de cœur  - Turpitudes humaines. Editions Unicité -  (ISBN 978-2-37355-293-5)[4]

## Distinctions
- Médaille de bronze des Artistes Français.
- Médaille d'argent des Artistes Français.
- Prix Michel Dimon aux Artistes Français.
- Prix de la sculpture au salon ADAC de Châtillon. (prix Crédit Lyonnais)
- Invité d'honneur au salon de Châtillon.
- Diplôme d'honneur du salon du Val d'Or (Berry-Meillant.)